# منلائوس (ریاضی‌دان)
منلائوس (۷۰- ۱۴۰ میلادی) ریاضی‌دان یونانی اهل اسکندریه بود.

## آثار منلائوس درریاضیات
از کارهای منلائوس در هندسه قضیه معروف به قضیه منلائوس است. منلائوس در کتابش با نام اُکر (Sphaerica) درباره ویژگی‌های مثلثهای محاط در دایره که از مباحث مثلثات کروی می‌باشد بحث کرده‌است.

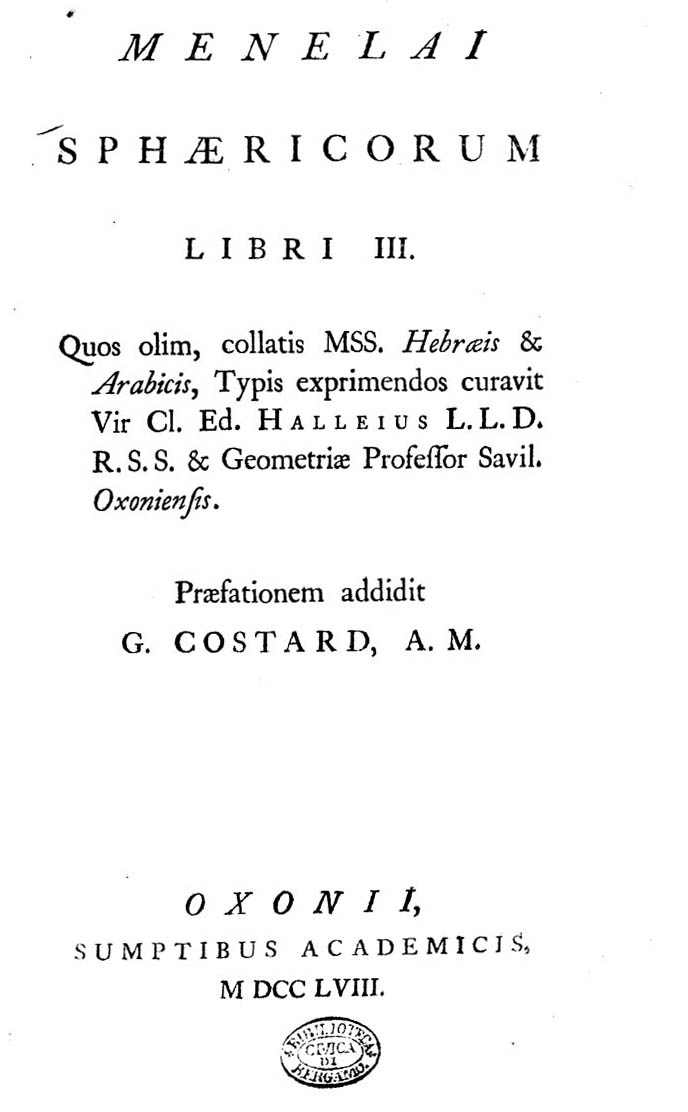
کتاب اُکر (Sphaerica) اثری از منلائوس